# Prva liga SR Jugoslavije / Srbije i Crne Gore
Die Prva liga SR Jugoslavije (Erste Liga der BR Jugoslawien) war im Fußball nach der Auflösung des Sozialistischen Jugoslawien (1945–1992) in der aus Serbien und Montenegro bestehenden Bundesrepublik Jugoslawien von 1992 bis 2003 die höchste Spielklasse, sowie als Prva liga Srbije i Crne Gore (Erste Liga von Serbien und Montenegro) von 2003 bis 2006 die höchste Spielklasse nach der Umbenennung des Landes in Serbien und Montenegro. Nachdem sich dieser Staatsbund 2006 aufgelöst hatte, wurde in Serbien die Super liga und in Montenegro die Prva crnogorska liga gegründet.

## Meister
- 1992/93  FK Partizan
- 1993/94  FK Partizan
- 1994/95  FK Crvena zvezda
- 1995/96  FK Partizan
- 1996/97  FK Partizan
- 1997/98  FK Obilić
- 1998/99  FK Partizan
- 1999/00  FK Crvena zvezda
- 2000/01  FK Crvena zvezda
- 2001/02  FK Partizan
- 2002/03  FK Partizan
- 2003/04  FK Crvena zvezda
- 2004/05  FK Partizan
- 2005/06  FK Crvena zvezda